# Tölgyes Péter
Tölgyes Péter (Budapest, 1950. december 31. –) magyar sportújságíró

## Élete és pályafutása
Tanulmányait az ELTE Radnóti Miklós Gyakorlóiskolában kezdte, ahol 1969-ben érettségizett, majd a Budapesti Műszaki Egyetemen folytatta, 1975-ig. 
Három idegen nyelven beszél, oroszul, angolul és németül.
1971-től 1987-ig a Népsport munkatársa volt, ezen belül 1980-tól 1987-ig olvasó-, majd vezető olvasószerkesztői feladatokat látott el. A labdajáték rovatban elsősorban a röplabda és a tenisz sportágfelelőseként, szakírójaként publikált. Több jelentős magyar sportsikerről tudósíthatott a helyszínről, így a női röplabda-válogatott EB-ezüst- (Jugoszlávia, 1975) és bronzérmeiről (Finnország, 1977, Bulgária, 1981), a férfi kézilabda-válogatott világbajnoki ezüstérméről (Svájc, 1986), Taróczy Balázs wimbledoni bajnoki címéről (férfi páros, Heinz Günthardttal, 1985) és Európa-bajnoki aranyérméről (Lengyelország, 1974). Több sporttárgyú könyvet szerkesztett, lektorált.

## Művei
- Varga Béla – Pilhál György – Tölgyes Péter: Harmincöt év piros-fehérben; Zrínyi, Bp., 1984